# Beni Hassan

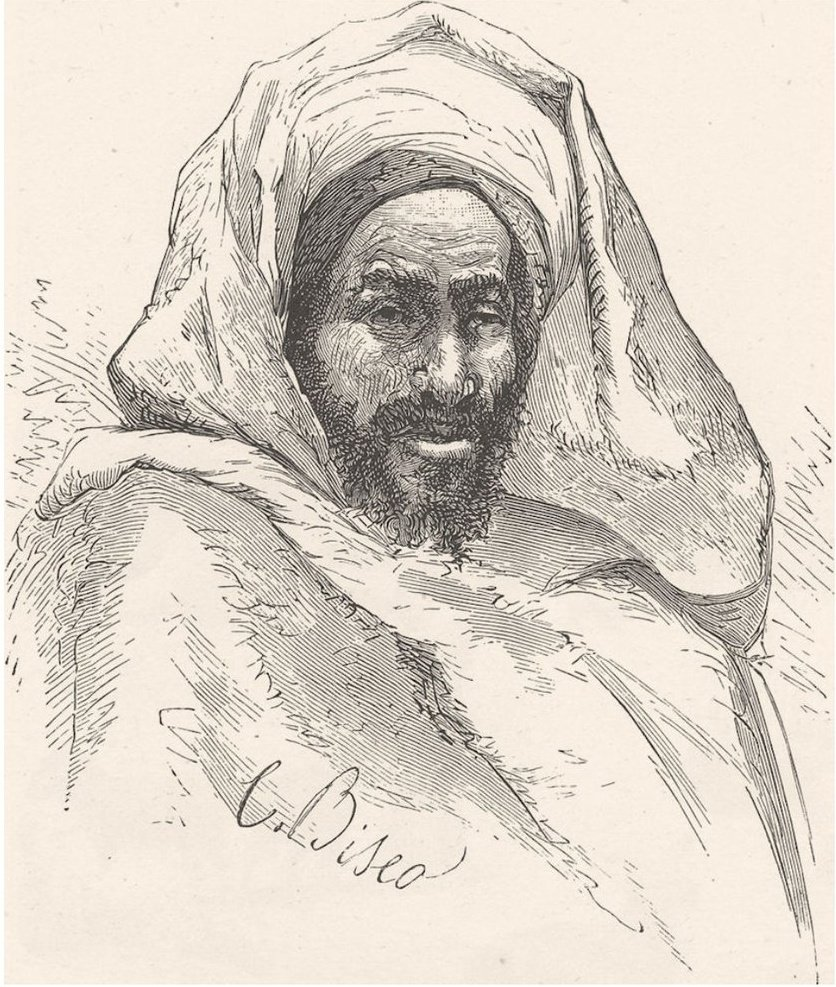
Desenho de um homem da tribo Beni Hassan

Os Beni Hassan (em árabe: بني احسن), por vezes referidos como Banu Hassan (em árabe: بني حسان) são uma tribo árabe marroquina da região de Rabat-Salé-Quenitra, descendentes dos Banu Maqil, que emigraram do Egito para o Magrebe no XIII.  

## História

Áreas habitadas pelos Beni Hassan em azul

A tribo estabeleceu-se em Marrocos no século XII. Por volta do século XVI, mudaram-se para a área de Missour e Almis, entre Tafilalt e Fez. No século XVII, avançaram para noroeste até a região de Sefru, afim de alcançar a floresta de Mamoura e a planície do Gharb. No século XVIII, foram empurrados mais para o oeste pelo tribo Zemour, que se mudou do sul. Hoje habitam a região que se estende de Salé a Sidi Slimane.